# Junior Malanda
Bernard „Junior“ Malanda-Adje (* 28. August 1994 in Brüssel; † 10. Januar 2015 bei Porta Westfalica) war ein belgischer Fußballspieler.

## Karriere

### Vereine
Malanda begann in der Jugendabteilung des RSC Anderlecht mit dem Fußballspielen und wechselte als Zwölfjähriger in die Jugendabteilung des OSC Lille. In der Zeit bis 2012 absolvierte er auch 17 Ligaspiele für die zweite Mannschaft, in denen er ein Tor erzielte.
Nach fünfjähriger Spielzeit in Frankreich kehrte Malanda 2012 nach Belgien zurück und spielte fortan für den Erstligisten SV Zulte Waregem. Sein Debüt gab er am 5. August 2012 (2. Spieltag) beim 3:1-Sieg im Heimspiel gegen den KAA Gent. Sein erstes Ligator erzielte er am 16. Dezember 2012 (20. Spieltag) beim 3:2-Sieg im Heimspiel gegen den KRC Genk mit dem Treffer zum  1:1 in der 45. Minute. Mit 25 Ligaeinsätzen in der regulären Saison und zehn in den Play-offs, in denen er zwei Tore erzielte, wurde der zweite Tabellenplatz in der Meisterschaft gefestigt und damit die beste Platzierung in der bisherigen Vereinsgeschichte erzielt.
Mit Zulte-Waregem schied er in der dritten Qualifikationsrunde für die Champions League 2013/14 gegen die PSV Eindhoven aus. Er sicherte sich mit Waregem aber die Teilnahme an der Europa League, wobei er im Hinspiel der Playoff-Runde beim 1:1 gegen APOEL Nikosia den Führungstreffer in der 21. Minute erzielte.
Zu Beginn der Saison 2013/14 wurde Malanda vom VfL Wolfsburg verpflichtet. Er unterschrieb einen bis zum 30. Juni 2018 gültigen Vertrag, blieb aber über ein Leihgeschäft für die Hinrunde in Waregem. In den 17 Ligaspielen gelangen ihm erstmals drei Tore in einer Saison, darunter sein erster Doppelpack am 2. November 2013 beim 2:2 im Auswärtsspiel gegen den KV Mechelen.
Nach der Winterpause lief er folglich für den VfL auf. Seinen ersten Einsatz hatte er am 20. Spieltag, als er acht Minuten vor Spielende gegen den 1. FSV Mainz 05 eingewechselt wurde. Seinen ersten Treffer für seinen neuen Verein erzielte er am 27. Spieltag im Auswärtsspiel gegen Werder Bremen per Kopfball nach zwei Spielminuten. Er bestritt bis zum 30. Spieltag alle Partien und war danach durch eine Kreuzbandverletzung für den Rest der Saison verletzt.
Zu Beginn der Saison 2014/15 sorgte Malanda für Aufmerksamkeit, da er an den ersten beiden Spieltagen gegen den FC Bayern München (in der 79. Spielminute beim Stand von 1:2) und Eintracht Frankfurt (90.+4, 2:2) aus kürzester Distanz das leere Tor verfehlte.
Sein letztes Spiel für den VfL Wolfsburg bestritt Malanda am 20. Dezember 2014 in der Bundesliga. In der Saison 2014/15 war er für seinen Verein in den ersten beiden Runden im DFB-Pokal im Einsatz. Der VfL Wolfsburg erreichte im Verlauf der Rückrunde letztendlich das Finale des DFB-Pokals und trat dort beim 3:1-Sieg gegen Borussia Dortmund mit Trikots mit der Nummer 19 auf der Brust für den verstorbenen Malanda auf.

### Nationalmannschaft
Junior Malanda durchlief sämtliche Jugendauswahlmannschaften Belgiens.
Mit der U-21-Nationalmannschaft bestritt er u. a. sechs Länderspiele in der Qualifikation zur Europameisterschaft 2015. Sein erstes Länderspieltor erzielte er am 5. September 2013 in Rieti beim 3:1-Sieg gegen die Auswahlmannschaft Italiens mit dem Treffer zum 2:1 in der 52. Minute.
Malanda wurde vom belgischen Nationaltrainer Marc Wilmots als eines der größten Talente des belgischen Fußballs bezeichnet.

## Unfalltod
Junior Malanda kam bei einem Verkehrsunfall auf der Bundesautobahn 2 nahe dem nordrhein-westfälischen Porta Westfalica ums Leben. Er wurde nur 20 Jahre alt. Nach Zeugenaussagen kam der VW Touareg, in dem Malanda mitfuhr, ohne Fremdeinwirkung bei starkem Regen ins Schleudern und prallte gegen einen Baum. Malanda saß auf der Rücksitzbank, wurde aus dem Auto geschleudert und starb am Unfallort. Nach Angaben der Bielefelder Polizei war Malanda nicht angeschnallt. Der Fahrer des Fahrzeugs, Anthony D’Alberto (Nachwuchsspieler des RSC Anderlecht), und der Beifahrer Jordan Atheba (ehemaliger Nachwuchsspieler der KSV Roeselare) wurden schwer verletzt. Wie in den Tagen nach seinem Tod bekannt wurde, wurden mit dem Unfallwagen, der Malanda gehörte, in den letzten sechs Monaten vor Malandas Tod 21 Geschwindigkeitsüberschreitungen polizeilich registriert, darunter waren zehn Verstöße über 200 km/h. Sein Manager Peter Smeets sagte dazu, dass Malanda bei diesen Verstößen jedoch fast nie selbst gefahren sei.
Malanda wurde am 20. Januar 2015 in Sint-Agatha-Berchem beerdigt. Die Trauerfeier fand in der Nationalbasilika des Heiligen Herzens statt.
Die Hauptverhandlung gegen den Fahrer des Unfallfahrzeuges Anthony D’Alberto fand nach mehrmonatigen Verzögerungen am 4. Juli 2016 vor dem Schöffengericht des Amtsgerichts Minden statt. Der Angeklagte D’Alberto wurde von der Staatsanwaltschaft Bielefeld bezichtigt, durch Übertreten der Geschwindigkeit bei regennasser Fahrbahn den Tod von Malanda mitverursacht zu haben. Er wurde seitens der Staatsanwaltschaft der fahrlässigen Tötung strafbar gemäß §222 StGB bezichtigt.
Das Verfahren wurde noch in der Hauptverhandlung gegen Zahlung einer Geldauflage in Höhe von 4000 € gemäß §153a StPO eingestellt.
In dem Verfahren stellte sich heraus, dass D’Alberto mit gefahrenen 95–120 km/h zwar die Geschwindigkeitsbegrenzung von 80 km/h eindeutig überschritt, aber Malanda, da er sich abschnallte, um ein Ladekabel für sein Handy im Fußraum zu suchen, auch eine gewisse Mitschuld trägt. Außerdem begann die 80-km/h-Begrenzung erst 120 m vor der Unfallstelle. Weil der Angeklagte seinen Führerschein zur Zeit des Unfalls erst sieben Monate besaß, geht das Gericht von einem Fahrfehler aus.
Es konnte trotz Gutachten nicht mit voller Sicherheit festgestellt werden, ob Malanda, wenn er beim Unfall angeschnallt gewesen wäre, überlebt hätte.

## Titel
- Deutscher Pokalsieger: 2015 (posthum)